# Schermo cinematografico gonfiabile

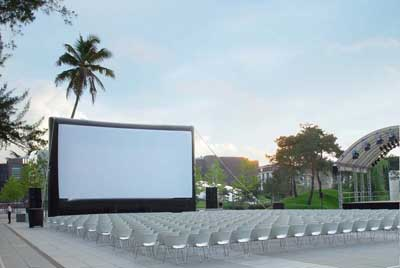
Cinema all'aperto con uno schermo gonfiabile

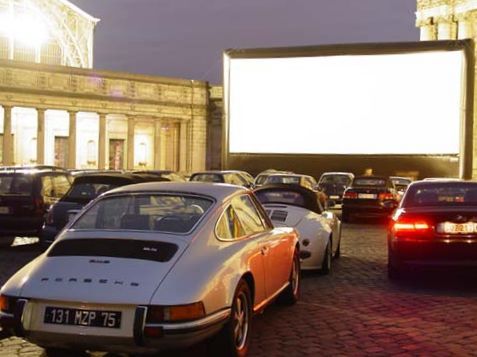
Drive-in con uno schermo gonfiabile

Uno schermo cinematografico gonfiabile è composto da un telaio gonfiabile a cui è attaccata una superficie di proiezione. Gli schermi gonfiabili sono utilizzati per cinema all’aperto, festival cinematografici, drive-in, o per eventi teatrali, sportivi, con finalità sociali e di beneficenza che richiedano una proiezione all’aperto.

## Caratteristiche
Il telaio di proiezione è formato da una serie di strati di tessuto PVC, uniti insieme attraverso una cucitura meccanica o una saldatura ad alta frequenza. La superficie di proiezione può essere creata in PVC o in spandex, che permette anche una proiezione sul lato posteriore, e può essere staccata dal telaio in caso di necessità. Quest’ultimo può essere gonfiato utilizzando un gonfiatore ad alta pressione, anche se i telai di dimensioni elevate potrebbero necessitare di un gonfiatore trifase. Nel caso di schermi molto grandi, il gonfiatore viene normalmente lasciato sempre operativo, in modo da mantenere lo schermo perfettamente gonfio, al contrario degli schermi più piccoli per uso privato, che non necessitano normalmente di un gonfiatore permanentemente acceso, grazie alla loro struttura ermetica.
Gli schermi rimangono eretti grazie ad una struttura di supporto gonfiabile, normalmente a forma di A, o semplicemente attraverso un sistema di cinghie e contrappesi.
In confronto alle tradizionali e pesanti impalcature in acciaio, gli schermi gonfiabili hanno il vantaggio di poter essere montati in poche ore o, nel caso di piccoli schermi, in pochi minuti. Questa caratteristica è utile in caso di luoghi ventosi o caratterizzati da difficili condizioni atmosferiche, in quanto essi possono essere sgonfiati velocemente in caso di vento forte, aumentando quindi la sicurezza dell’evento. Gli schermi gonfiabili sono leggeri e facilmente trasportabili, al contrario di quelli fissi, che necessitano d'impalcature e ponteggi. Uno schermo largo 16 metri normalmente può essere trasportato utilizzando un solo bancale, mentre uno schermo fisso, compreso d’impalcatura in acciaio, necessita di un camion intero. Gli schermi gonfiabili possono raggiungere dimensioni di 560 metri quadrati. Grazie ai recenti miglioramenti tecnici, la superficie di proiezione rimane completamente piatta e senza pieghe in qualsiasi ambiente si trovi.